# Белояровка (Донецкая область)
Белоя́ровка (укр. Білоярівка) — село на Украине, расположенное в Амвросиевском районе Донецкой области. Находится под контролем самопровозглашенной Донецкой Народной Республики.

## География
Село расположено на реке под названием Крынка.

#### Соседние населённые пункты по странам света
С: Карпово-Надеждинка, Рубашкино (выше по течению Крынки)
СЗ: Новоамвросиевское
СВ: Красный Луч, Артёмовка (все выше по течению Крынки), Кринички
З: город Амвросиевка
В: Житенко
ЮЗ: Харьковское
ЮВ: Нижнекрынское, Сергеево-Крынка (все ниже по течению Крынки)
Ю: Квашино, Лисичье

## Население
Население по переписи 2001 года составляло 1 497 человек.

## Общая информация
Код КОАТУУ — 1420681501. Почтовый индекс — 87343. Телефонный код — 6259.

## Адрес местного совета
87343, Донецкая область, Амвросиевский район, с. Белояровка, ул. Мичурина, 39-5-99